# Dasyatis ukpam
Espèce
Dasyatis ukpam est une espèce de raie.